# Jack Casady

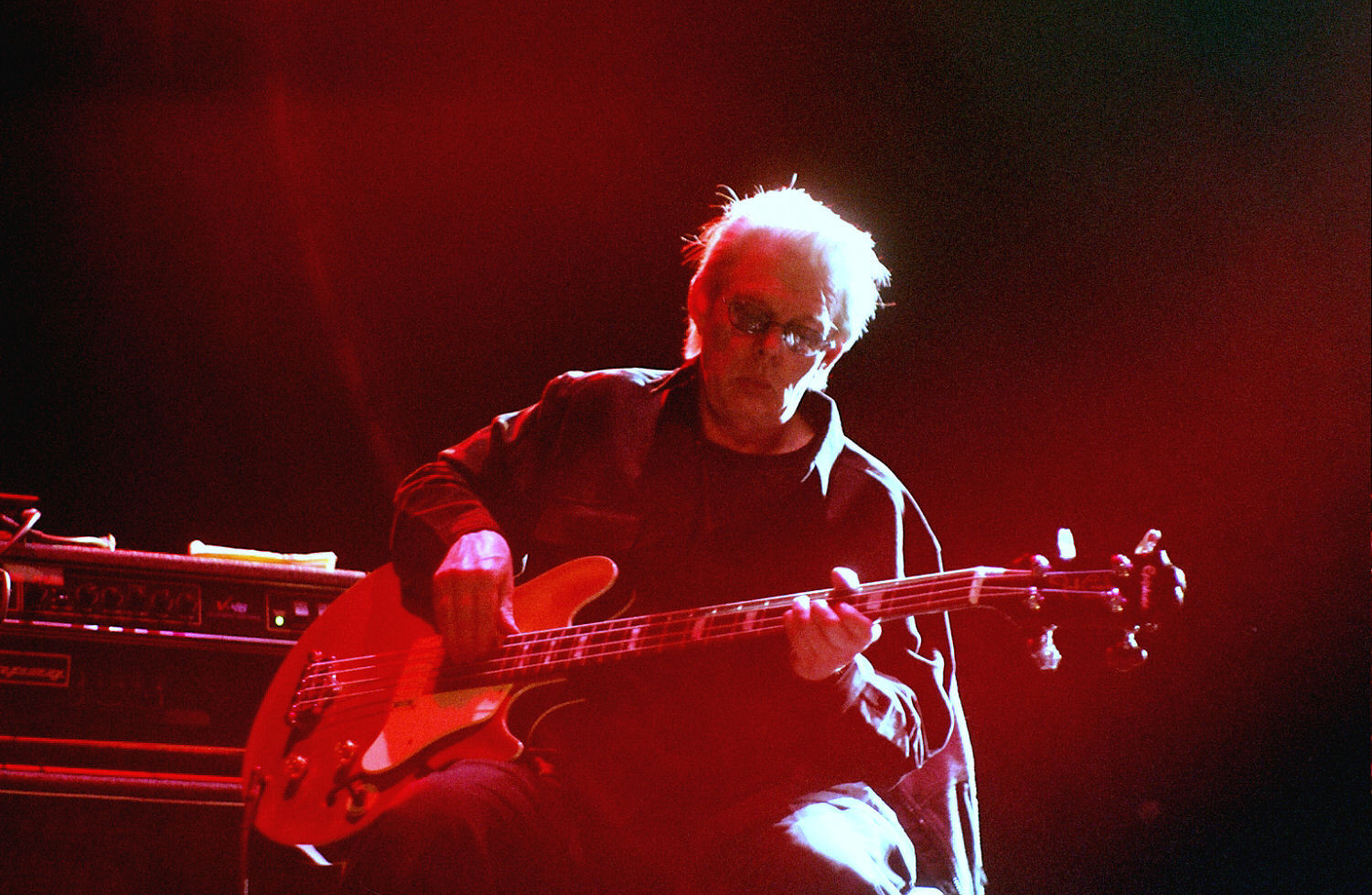
Jack Casady (2005)

Jack Casady (* 13. April 1944 in Washington, D.C. als John William Casady) ist ein US-amerikanischer Blues- und Rockmusiker, Bassist der Bands Jefferson Airplane und Hot Tuna. Gelegentlich spielte er auch mit Grateful Dead oder Jimi Hendrix. Mit Hendrix kam es nicht nur zu gemeinsamen Konzertauftritten, Casady nahm auch an den Aufnahmesessions zu Electric Ladyland teil und ist dort auf dem bekannten Lied Voodoo Chile am Bass zu hören. Casady gilt als einer der einflussreichsten Bassisten der Rockmusikgeschichte.
14-jährig lernte Casady Jorma Kaukonen kennen, mit dem er die Band The Triumphs gründete. Mit 16 Jahren spielte er zunächst als Gitarrist mit verschiedenen Bands in den Clubs rund um Washington. Im September 1965 lud ihn Kaukonen, der mittlerweile in Kalifornien studierte, ein, bei Jefferson Airplane den Bass zu spielen. Dort entwickelte er einen fließenden, melodiösen Stil des Bassspiels. Er galt als der beste Instrumentalist der Gruppe.
Im Jahr 1970 gründeten Casady und Kaukonen die Band Hot Tuna, mit der sie auch nach über 50 Jahren immer noch auf Tour sind. Außerdem war er an verschiedenen Bandprojekten von ehemaligen Jefferson Airplane-Musikern, wie Jefferson Starship oder der KBC Band beteiligt.
2003 erschien unter dem Titel Dream Factor Casadys bislang einziges Soloalbum, auf dem bekannte Musiker wie Matt Abts, Doyle Bramhall II, Steve Gorman, Warren Haynes und Jorma Kaukonen mitwirkten.

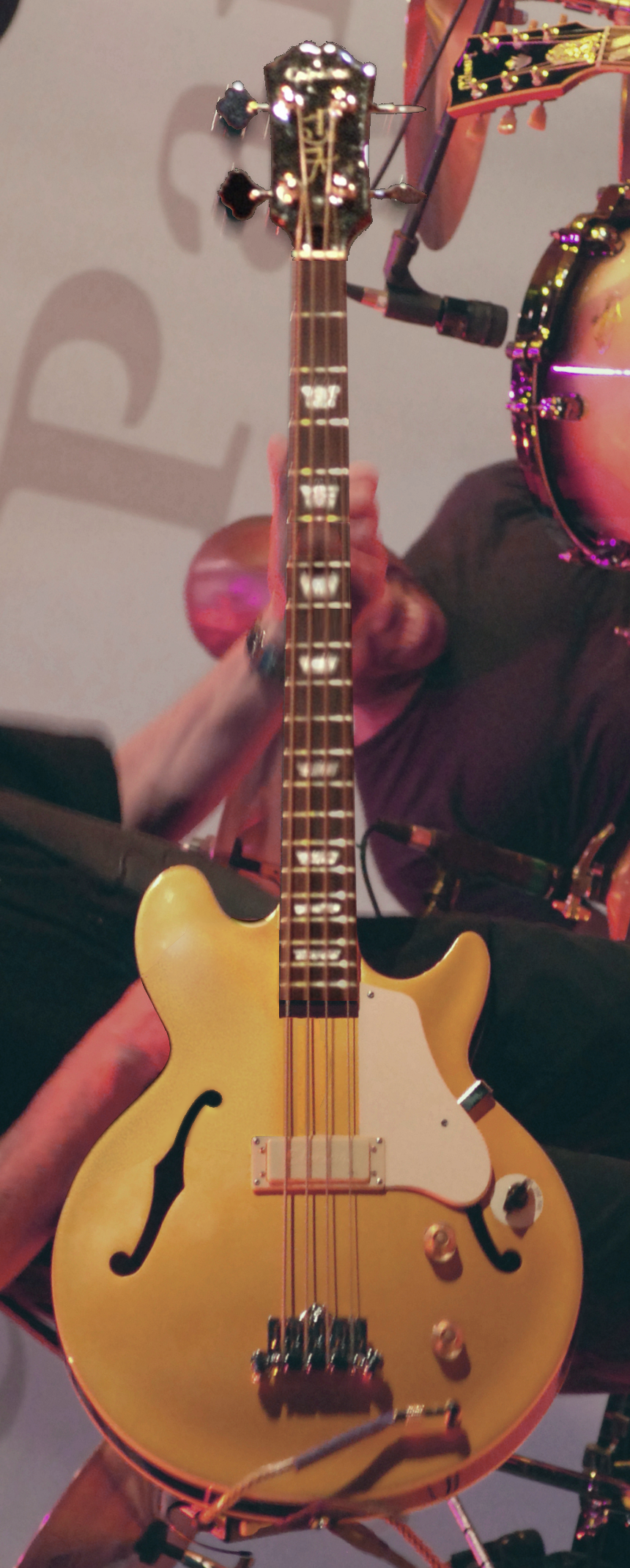
Jack Casady Signature Bass

Aufgrund seiner Bekanntheit schuf die Instrumentenbaufirma Epiphone ein eigenes Signature-Modell.  Es weist in der Bauart den von Casady bevorzugten Halbresonanzkörper auf.